# Todd Cunningham
Pour les articles homonymes, voir Cunningham.
Thomas David Cunningham (né le 20 mars 1989 à Jacksonville, Alabama, États-Unis) est un ancien voltigeur des Ligues majeures de baseball.

## Carrière
Joueur à l'université d'État de Jacksonville en Alabama, Todd Cunningham est un choix de deuxième ronde des Braves d'Atlanta.
Il fait ses débuts dans le baseball majeur avec Atlanta le 30 juillet 2013. Amené dans le match comme frappeur suppléant, il réussit son premier coup sûr, aux dépens du lanceur Jeff Francis des Rockies du Colorado. Après 8 matchs joués pour Atlanta en 2013 et une saison complète passée dans les mineures en 2014, Cunningham revient chez les Braves pour 39 parties en 2015. Lorsqu'il quitte l'organisation, il montre une moyenne au bâton de ,223 avec 21 coups sûrs, quatre points produits et deux buts volés en 47 matchs joués au total pour Atlanta.
Le 9 octobre 2015, il est réclamé au ballottage par les Angels de Los Angeles. Il apparaît dans 20 matchs des Angels en 2016.